# Rachów (Ukraina)
Rachów (ukr. Рахів, rus. Рахово, ros. Рахов, rum. Rahău, węg. Rahó, słow. Rachov, jidysz Rachew lub Rachyw) – miasto powiatowe w obwodzie zakarpackim Ukrainy. Leży na wysokości 430 m n.p.m., na południowych stokach Beskidów Połonińskich, w dolinie Cisy, u zbiegu tworzących ją Czarnej i Białej Cisy, między pasmami Świdowca i Czarnohory.
Według ukraińskiego spisu powszechnego Rachów jest zamieszkany głównie przez Ukraińców (w tym Rusinów) (76%), liczni są Węgrzy (12%), Rosjanie (5%) i Rumuni.
Przez miasto przebiega droga regionalna R03 z Mukaczewa do Stanisławowa i równoległa do niej linia kolejowa Delatyn – Diłowe, na której znajduje się tu stacja kolejowa Rachów. 19 km na południe od miasta znajduje się kolejowe przejście graniczne Diłowe – Valea Viseului. W mieście działają zakłady meblarskie, oprócz tego produkuje się wodę mineralną.
W mieście znajduje się siedziba władz karpackiego rezerwatu biosfery.

## Historia
Rachów został założony prawdopodobnie przez Hucułów z Galicji. Pierwsza wzmianka o miejscowości pochodzi z 1447. Miasto należało do Królestwa Węgier i dzieliło losy Rusi Zakarpackiej.
Podczas budowy kolei w latach 1885–1887 wiedeńscy inżynierowie wyznaczyli w okolicy miasta geograficzny środek Europy v 47°56'3" N, 24°11'30" E. W miejscu tym ustawiono dwumetrowy betonowy obelisk z napisem: Locus Perennis Dilicentissime cum libella librationis quae est in Austria et Hungaria confectacum mensura gradum meridionalium et paralleloumierum Europeum. MD CCC LXXXVII.
Podczas I wojny światowej profesor Tomáš Garrigue Masaryk przebywał tam w latach 1917–1918, co upamiętnia tablica pamiątkowa w hotelu Ukraina.
W okresie międzywojennym stało się ośrodkiem turystyki i było znane jako „huculski Paryż”.
Od 10 października 1946 roku zaczęto wydawać gazetę. W 1958 Rachów uzyskał prawa miejskie. W 1989 liczyło 15 812 mieszkańców.

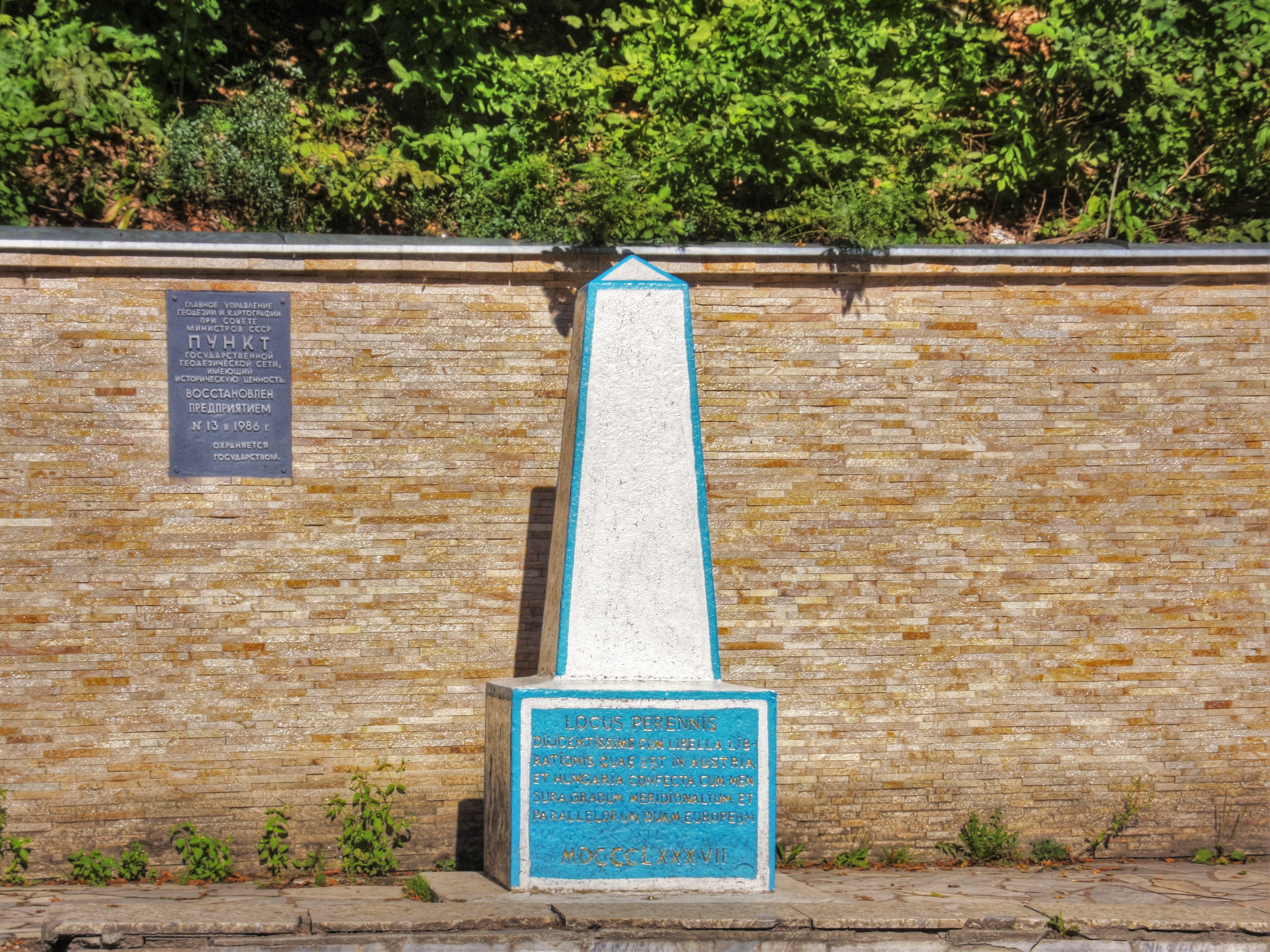
Obelisk ustawiony w miejscu geometrycznego środka Europy

## Miasta partnerskie
- Bielsk Podlaski
- Segedyn